# Walter Beerli
Pour les articles homonymes, voir Beerli.
Walter Beerli, né le 23 juillet 1928 et mort à une date inconnue, est un joueur de football suisse qui jouait en tant qu'attaquant.

## Biographie
Au niveau de sa carrière de club, Beerli a joué dans l'équipe bernoise du BSC Young Boys.
En international, il participa avec l'équipe de Suisse, appelé par le sélectionneur Franco Andreoli pour disputer la coupe du monde 1950 au Brésil, où la Nati ne passe pas le premier tour, finissant troisième du groupe derrière le Brésil et la Yougoslavie.